# Hryhoriwka (Tscherkassy)
Hryhoriwka (ukrainisch Григорівка; russisch Григоровка Grigorowka) ist ein Dorf in der ukrainischen Oblast Tscherkassy mit 480 Einwohnern (2001).

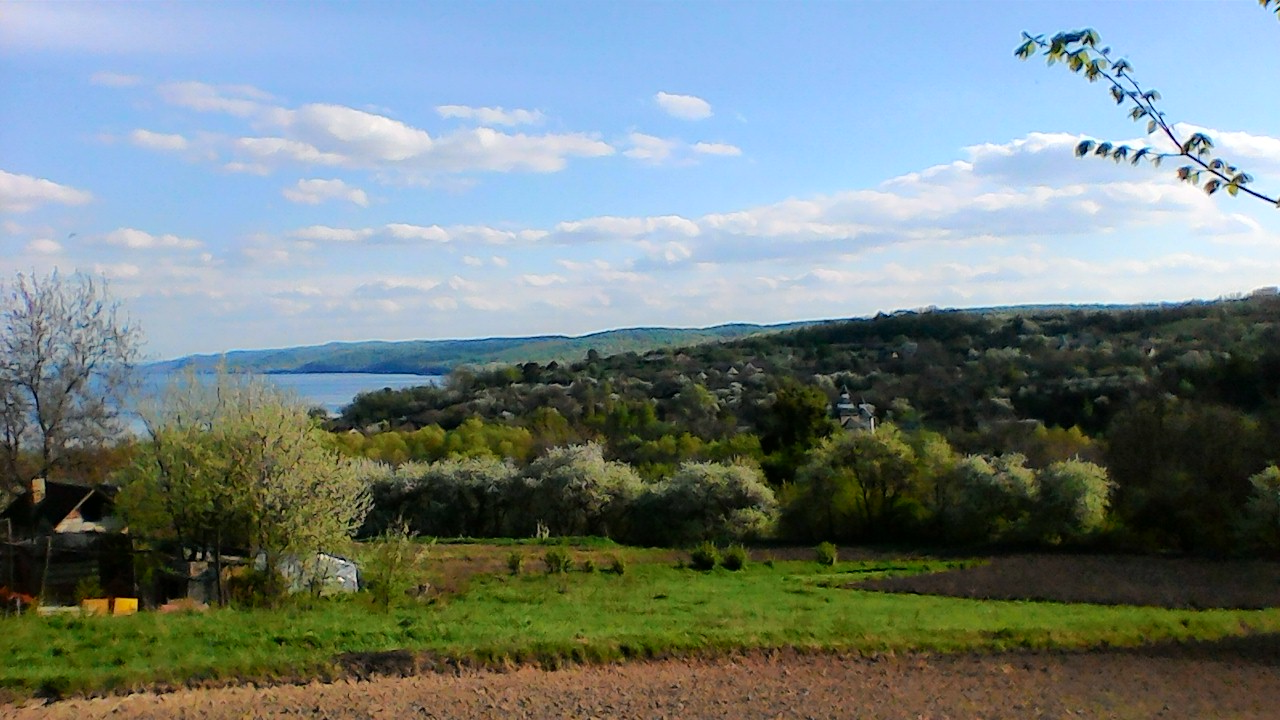
Blick auf die Ortschaft

Kirchengebäude im Ort

Das Dorf liegt innerhalb des Naturschutzgebietes Trachtemyriw auf der Trachtemyriw-Halbinsel (Трахтемирівський півострів) im zum Kaniwer Stausee angestauten Dnepr.
Hryhoriwka befindet sich 18 km nördlich vom Gemeindezentrum Bobryzja (Бобриця), 28 km nördlich vom ehemaligen Rajonzentrum Kaniw und etwa 95 km nordwestlich vom Oblastzentrum Tscherkassy.
Nahe dem Dorf befindet sich eine nach dem Dorf benannte archäologische Ausgrabungsstätte, in der Siedlungen vom Jahr 1000 vor Christus bis zum 13. Jahrhundert n. Chr. gefunden wurden.
Am 15. August 2018 wurde das Dorf ein Teil der neugegründeten Landgemeinde Bobryzja, bis dahin bildete es zusammen mit den Dörfern Lukowyzja (Луковиця) und Trachtemyriw die Landratsgemeinde Hryhoriwka (Григорівська сільська рада/Hryhoriwska silska rada) im Norden des Rajons Kaniw.
Am 17. Juli 2020 kam es im Zuge einer großen Rajonsreform zum Anschluss des Rajonsgebietes an den Rajon Tscherkassy.